# A che servono questi quattrini?
A che servono questi quattrini? è un film del 1942 diretto da Esodo Pratelli.
Il soggetto è tratto dall'omonima commedia di Armando Curcio.

## Trama
Il marchese Eduardo Parascandolo, dopo aver dilapidato tutti i suoi averi per non essersi interessato alle proprie finanze, trascorre il tempo professando ad alcuni giovani (a cui si rivolge come discepoli, citando a modo suo Socrate, Platone e Diogene) la sua filosofia di vita, secondo la quale il denaro è inutile ed è una sorta di malattia che affligge l'umanità; inoltre gli uomini non dovrebbero lavorare ma dedicarsi alla contemplazione e al riposo.
Tra i suoi discepoli c'è Vincenzino Esposito, un povero falegname che vive assieme alla zia Carmela ed è innamorato di Rachelina, sorella di Ferdinando De Rosa, proprietario di un pastificio, che è contrario al fidanzamento tra i due. Il marchese, con la collaborazione di Michele, suo fedele servitore, organizza una messinscena grazie alla quale fa credere a tutti che Vincenzino abbia ereditato una cospicua somma di denaro; tutto ciò servirà non solo per farlo fidanzare con Rachelina, ma per ribadirgli il concetto che non è fondamentale possedere grandi ricchezze per poter vivere. Nel frattempo, pur essendo rientrato in possesso dei propri beni, il marchese li rigetta e preferisce abitare all'interno di una soffitta.